# جلكى تشابالا
جلكى تشابالا (الاسم العلمي:Lampetra spadicea) هي نوع من الحيوانات المائية يتبع جنس جلكى لاحسة الحجر من فصيلة الجلكية.